# Cryptotis colombianus
Cryptotis colombianus is een spitsmuis uit Colombia. Bij de oorspronkelijke beschrijving in 1993 veroorzaakte deze soort enige verbazing binnen de mammalogen, omdat hij bij de nigrescens-groep binnen Cryptotis hoort, en niet bij de thomasi-groep, waar alle andere toen bekende Cryptotis-soorten uit Zuid-Amerika bij hoorden. Tegenwoordig is er nog een soort uit de nigrescens-groep bekend uit Colombia, namelijk C. brachyonyx.

## Kenmerken
C. colombianus heeft een donkere vacht en een korte staart. Verder verschilt hij voornamelijk in schedelkenmerken van andere kortoorspitsmuizen.

## Voorkomen
De typelocatie ligt op 1750 m hoogte, 15 km ten oosten van de Río Negrito in het departement Antioquia in de Cordillera Central in het midden van Colombia.